# ألبرتو مولر روجاس
ألبرتو مولر روجاس (بالإسبانية: Alberto Müller Rojas) هو سياسي فنزويلي، ولد في 9 أغسطس 1935 في سان كريستوبال في فنزويلا، وتوفي في 13 أغسطس 2010 في كاراكاس في فنزويلا. حزبياً، نشط في الحزب الاشتراكي الموحد الفنزويلي.